# Pointe-à-Raquette
Pointe-à-Raquette, in creolo haitiano Pwentarakèt, è un comune di Haiti facente parte dell'arrondissement di La Gonâve nel dipartimento dell'Ovest. Si tratta di uno dei due comuni in cui è suddivisa amministrativamente l'Isola de la Gonâve.